# 新流星蝴蝶剣
『新流星蝴蝶剣』（しんりゅうせいこちょうけん、原題：新流星蝴蝶剣、英題：Butterfly & Sword）は1993年の香港・台湾合作映画。古龍の武俠小説『流星・蝴蝶・剣』の映画化。日本では劇場未公開で、VHS邦題は『新・流星胡蝶剣 秘術VS妖術』、DVD邦題が『新流星蝴蝶剣』。
明の時代における東西の政権争い。武俠ロマン。スピーディーな剣戟映画である。争いと恋の物語。人間が空を飛びまくる映画で、キャッチコピーは「人が舞う！剣が飛ぶ！」。

## 登場人物
コウ/ミシェル・ヨー
武術界「快活林」の頭領。幼少期は悪ガキ集団を率いていたガキ大将だった。幸薄く、苦労しながら年下のシンとイプの世話をしてきた。背中に大きな古傷がある。シンに恋心を抱いているが報われず苦悩する。シウティと女の戦いを繰り広げる。「リーからソンへの密書を証拠として奪取する」という任務をツォ公から命じられる。
メン・シンワン（シン）/トニー・レオン
快活林の武術家。背中側で弓を構えて剣を射出する荒技をしたりする。妻のシウティには正体を隠して商人として暮らしており仲睦まじい。臭豆腐が大好物。エロ本も大好きでシウティには「商売の極秘帳」と言って隠している。シウティに「欠点が多い」と注意するが「俺の欠点も多い。卑下するな。」とフォローする妻思いの男。任務で敵地に旅立つ時（シウティは商いの仕事だと思っているが）徹夜でシウティに非常に長い置き手紙を書いていく。広東出身の剣士「チュン・ワイ」と名乗って敵側に潜入する。ホーチンが任務の失敗により絶命した時、ホーチンが敵地潜入していたことを知らされていなかったためコウに激怒する。
シウティ/ジョイ・ウォン
父親が武術の達人だったが殺された。武術家が嫌い。信心深い。シンの子を妊娠したためコウの嫉妬を買い、命を狙われて隠遁生活を送ることになる。
イプ/ドニー・イェン
銀髪の武術家。堅物でありコウにぞっこんなのだが自分の想いを言えないでいる（シンはそれを見て友としてじれったく思っている）。コウに異性として見られていない。さらにシウティにいつもからかわれる。コウの入浴を覗く常習犯で、泥酔してコウの肖像画に接吻するという重症ぶり。不器用な男でモテなく笑顔を作るのも苦手である。何かと報われない男。しかし剣術の腕は確かで、竹林の戦闘では敵を竹でぐるぐる巻きにするという離れ技をやってのける。また根は優しいので、隠遁生活に限界を感じていたシウティに上等な酒を振る舞ったり、身重の彼女に漢方薬を煎じて出し、差し入れを欠かさない。シウティが襲撃された時も素早く救出した。「鬼の爪」を喰らったため左腕に重傷を負う。
ガー皇子/ジミー・リン
皇帝の友人で、評価されているが女たちと鞠で遊んでばかりいる。正体は勅命を受けてやってきた、ツォ公の見張り。鉄鞠の使い手。明るく人懐っこい性格で、自由と遊びを愛する。
ソン/チョイ・カムコン
武術界「聚賢山荘」の荘主。快活林とは10年の敵対関係。騙されてチュン・ワイを雇う。
ルイ
ソンの腹心。イプに「鬼の爪」の所持者だと勘違いされていた。
ホーチン
シンの幼なじみ。10年前に姿を消していた。コウの命令でソンの遊女「ミウ・シウシウ」として聚賢山荘に先に潜入していた。シンと再会するも、秘密裏の任務のため彼を避けていた。幼少期の騒動により肩の後ろに古傷がある。
リー・シューティン
西の領主。殺されて顔の皮を奪われる。
ツォ公
東の領主。余命いくばくもないそぶりを見せるが、正体は魔物。リーに化けてソンと組んだ。2大武術界の潰し合いを目論み、漁夫の利を得ようとしていた。殺傷能力の高い武器「鬼の爪」の使い手。
ケン
ソンの息子。非常に頼りなく、ソンにバカ息子と言われる。
※友情出演：李家鼎

## スタッフ
- 監督：マイケル・マック
- 原作：古龍
- 製作：チュー・イェンピン
- 動作指導：チン・シウトン
- 主題歌：「愛似流星」ミシェル・ヨー、作詞・作曲：李宗盛

## DVD
- 発売元：ツイン
- 販売元：ポニーキャニオン
- 時間：87分
- 品番：PCBE-50849